# Forsuring
Forsuring opstår, når jord, vand eller luft udsættes for syrepåvirkning. Det kan konstateres ved at måle surhedsgraden, pH. Forsuring af jord skyldes dels naturlige processer og dels syreregn. Forsuring forstyrrer naturens balancer, fx fordi mange næringssalte udvaskes af overjorden. Med havenes forsuring som følge af stigningen i atmosfærens kuldioxydindhold, ændres de havlevende dyrs og planters evne til at danne og bevare hårde skaller og andre dele af calciumcarbonat. Dyr og planter der er berørt af forsuringen er kalkflagellater (nanoplankton), koraller, foraminiferer, pighuder, krebsdyr og bløddyr. Havenes forsuring kaldes også det andet kuldioxydproblem.

## Naturlige processer
I planternes rodlag frigives der hele tiden kuldioxid (CO2) som følge af åndingsprocesser i rødderne og nedbrydning af det organiske materiale i jorden.
```
1) C
6
H
12
O
6
 + O
2
 → H
2
O + CO
2
```

Hvis jorden har en god ventilation forsvinder kuldioxiden normalt op i luften og indgår i fotosyntesen i planterne. Men hvis luftudvekslingen er dårlig, reagerer den i stedet med vandet i jorden og danner kulsyre.
```
2) CO
2
 + H
2
O ⇔ H
2
CO
3
 (Kulsyre)
```

Konsekvenserne af den kunstige forsuring og den naturlige forsuring er de samme – se sur nedbør.

## Havenes forsuring
Siden starten af industrialiseringen er der sket fald i havenes pH, dvs. at der er sket en øget forsuring.
Hydrosfæren står i ligevægt med atmosfæren, specielt hvad angår kuldioxid (kultveilte), og mellem en tredjedel og halvdelen af den menneskeskabte kuldioxid-udledning ender i verdenshavene og forårsager forsuringen. Forsuringen forventes at spille en stor rolle for mange havlevende organismer, da livet er knyttet til snævre pH-intervaller. Forsuringen vil gøre det vanskeligere at danne og bevare skaller, exoskeletter og andre hårde dele af calciumcarbonat. Dyr og planter der vil blive berørt af forsuringen er kalkflagellater (nanoplankton), koraller, foraminiferer, pighuder, krebsdyr og bløddyr
Forsuringen vil gøre det vanskeligere at danne og bevare skaller, exoskeletter og andre hårde dele af calciumcarbonat. Dyr og planter der er berørt af forsuringen er kalkflagellater (nanoplankton), koraller, foraminiferer, pighuder, krebsdyr og bløddyr.
Der er nu bevis for en effekt på havdyrenes skaller. Måling af muslingeskaller viser en betydelig tykkere skal i muslinger fra 40 eller 2150-2420 år siden sammenlignet med nulevende muslinger.